# Terminator Genisys
Pour les articles homonymes, voir Terminator (homonymie).
Série Terminator
Terminator Renaissance
(2009) Terminator: Dark Fate
(2019)
Pour plus de détails, voir Fiche technique et Distribution.
Terminator Genisys est un film de science-fiction américain réalisé par Alan Taylor, sorti en 2015.
Le film met en scène John Connor, chef de la résistance humaine, qui mène la guerre contre les machines dans un monde ravagé à la suite d'une offensive nucléaire lancée par un programme de défense militaire, Skynet, le 29 août 1997. En pleine offensive de Los Angeles, John a des craintes quant à l'avenir, quand des espions révèlent un nouveau plan de Skynet : il prévoit de l'attaquer sur deux fronts, le passé et l'avenir, afin de changer définitivement l'issue du conflit. Sur le point de gagner la guerre contre Skynet, John Connor envoie son fidèle lieutenant Kyle Reese à travers le temps pour sauver la vie de sa mère et assurer sa propre existence. Mais ce que Reese trouve de l'autre côté n'est pas ce à quoi il s'attendait. Après avoir été rendue orpheline à neuf ans par un terminator T-1000, Sarah Connor a été élevée par un terminator T-800 programmé pour la protéger. Ce Terminator l'a alors formée pour faire face à son destin, qu'elle tente de rejeter catégoriquement.
C'est le cinquième film de la saga Terminator après Terminator Renaissance sorti en 2009, mais il s'agit d'une suite directe de Terminator. Il met en vedette Arnold Schwarzenegger (qui reprend son rôle du T-800), Jason Clarke, Emilia Clarke et Jai Courtney. L'intrigue suit le soldat Kyle Reese dans la guerre contre Skynet et qui est envoyé de 2029 en 1984 par John Connor, leader de la résistance humaine, pour protéger la mère de Connor, Sarah avant de comprendre que la chronologie a été modifiée et que Sarah a été élevée par un Terminator reprogrammé.
Megan Ellison et sa société de production Annapurna Pictures ont acquis les droits de la franchise en mai 2011, la mise en production ayant suivi l'année suivante, en association avec Skydance Productions, société appartenant au frère d'Ellison, David. Les Ellison ont consulté James Cameron dans l'espoir d'un retour à l'esprit du film original et de sa suite.

## Synopsis
En 2029, John Connor, chef de la Résistance humaine, lance une offensive finale contre Skynet, une intelligence artificielle cherchant à éliminer l'humanité. Juste avant la victoire des humains, Skynet active une machine temporelle et envoie un Terminator T-800 modèle 101 en 1984 pour tuer Sarah Connor, la mère de John. Kyle Reese, bras droit de John, se porte volontaire pour retourner dans le passé et la protéger. Dans la machine, Kyle a juste le temps d'apercevoir John attaqué par un autre soldat de la Résistance, créant un paradoxe temporel qui modifie la chronologie et provoque chez Kyle des souvenirs d'enfance d'une version parallèle de lui-même.
En 1984, à Los Angeles, le T-800 de Skynet est neutralisé par Sarah et "Papy", un T-800 reprogrammé, envoyé en 1973 pour protéger Sarah, alors âgée de neuf ans, après que ses parents ont été tués par un T-1000 de Skynet. À son arrivée en 1984, Kyle est intercepté par le T-1000, mais est sauvé par Sarah. malgré les difficultés causées notamment par le fait que le T-800 fut réactivé par le T-1000, Sarah et Papy parviennent à détruire ce dernier en le piégeant sous une pluie d'acide. Ils ont construit une machine temporelle improvisée qui n'attendait plus qu'un CPU de T-800 pour être activée, et prévoient de voyager en 1997 pour empêcher la prise de conscience de Skynet. Cependant, Kyle, convaincu que l'avenir a changé et se souvenant d'un message que son lui enfant se répétait, persuade Sarah de se rendre en 2017 pour stopper Skynet sous sa nouvelle forme, "Genisys", juste avant qu'il s'active à l'échelle mondiale. Incapable de voyager dans le temps à cause de ses dommages externes, Papy reste en 1984.
En 2017, Kyle et Sarah arrivent sur une autoroute à San Francisco et sont arrêtés par la police. À l’hôpital, ils découvrent que Genisys se présente comme un système d'exploitation mondial sur le point d'être lancé. John Connor apparaît soudainement et les sauve, mais s'avère être devenu un Terminator avancé après avoir été infecté par des nanomachines lors de son attaque par un agent de Skynet. Chargé de garantir la création de Skynet, John a voyagé dans le passé pour aider Cyberdyne à développer Genisys. Papy s'interpose et affronte John, permettant à Kyle et Sarah de s'échapper.
La veille de l'attaque mondiale de Skynet, Sarah, Kyle, et Papy se préparent à détruire le serveur principal de Genisys dans les locaux de Cyberdyne, poursuivis par John. Alors que Kyle et Sarah se réfugient dans un bunker, Papy piège John dans le champ magnétique d'un prototype de machine temporelle, provoquant la destruction de John et une énorme explosion qui détruit le centre. Juste avant l'explosion, Papy est projeté dans une cuve de polyalliage mimétique expérimental, obtenant ainsi des capacités similaires à celles du T-1000, et retrouve Kyle et Sarah peu après.
Le trio visite ensuite la maison d’enfance de Kyle Reese, où ce dernier apprend à son homologue plus jeune le message concernant Genisys pour assurer son voyage dans le temps, avant de reprendre leur route vers un avenir incertain, mais plein d’espoir, Skynet ayant en principe disparu.
Scène post-générique
Sous les décombres de Cyberdyne, dans un abri souterrain blindé, le noyau du système de Genisys est intact.

## Fiche technique
Sauf indication contraire, les informations mentionnées dans cette section peuvent être confirmées par la base de données cinématographiques IMDb,  présente dans la section « Liens externes ».
- Titre : Terminator Genisys
- Réalisation : Alan Taylor
- Scénario : Laeta Kalogridis et Patrick Lussier, d'après les personnages créés par James Cameron et Gale Anne Hurd
- Musique : Lorne Balfe
- Direction artistique : Aaron Haye (superviseur),
- Direction artistique : Ravi Bansal, Andres Cubillan, Mara LePere-Schloop, Jeffrey Mossa, Greg Papalia, David Scott, Dawn Swiderski et Mark Robert Taylor
- Décors : Neil Spisak
- Costumes : Susan Matheson
- Photographie : Kramer Morgenthau
- Son : Pud Cusack, Tim Hays et Mark Weingarten
- Montage : Roger Barton
- Production : David Ellison et Dana Goldberg
  - Producteurs délégués : Patrick Lussier, Bill Carraro, Robert W. Cort et Paul Schwake
  - Productrices déléguées : Megan Ellison et Laeta Kalogridis
  - Productrice associée : Shari Hanson
- Sociétés de production : Paramount Pictures, Skydance Productions, Annapurna Pictures (non crédité) et avec la participation de Canadian Film or Video Production Tax Credit (CPTC)
- Sociétés de distribution : Paramount Pictures
- Budget : 155 000 000 $ (estimation)
- Pays d'origine :  États-Unis,  Canada
- Langue : anglais
- Format : couleur - 35 mm - 2,35:1 - son Dolby Digital | Datasat | Dolby Atmos | Dolby Surround 7.1 | IMAX 6-Track | IMAX 12-Track | Sonics-DDP (IMAX version) | SDDS
- Genre : Science-fiction, action et aventure
- Durée : 126 minutes
- Dates de sortie[1] :
  -  États-Unis,  Canada,  France,  Belgique et  Suisse romande : 1er juillet 2015
- Classification[2] :
  -  États-Unis : PG-13 (Certaines scènes peuvent heurter les enfants de moins de 13 ans - Accord parental recommandé, film déconseillé aux moins de 13 ans)
  -  France : Tous publics avec avertissement lors de sa sortie (des scènes, des propos ou des images peuvent heurter la sensibilité des spectateurs).

## Distribution
- Arnold Schwarzenegger (VF : Daniel Beretta ; VQ : Yves Corbeil) : le Terminator T-800 (modèle 101) / Papy
- Emilia Clarke (VF : Marie Tirmont ; VQ : Rachel Graton) : Sarah Connor
- Jason Clarke (VF : Boris Rehlinger ; VQ : François Trudel) : John Connor / T-3000
- Jai Courtney (VF : Volodia Serre ; VQ : Marc-André Bélanger) : Kyle Reese
- J. K. Simmons (VF : Philippe Catoire ; VQ : Pierre Chagnon) : inspecteur O'Brien
- Lee Byung-hun (VF : Thierry Garet) : T-1000
- Matt Smith (VF: ? ; VQ : ?) : Alex / Skynet
- Courtney B. Vance (VF : Sidney Kotto) : Miles Dyson
- Dayo Okeniyi (VF : Diouc Koma) : Danny Dyson
- Sandrine Holt (VF: ? ; VQ : ?) : détective Cheung
- Michael Gladis (VF : Stéphane Pouplard ; VQ : Pierre-Étienne Rouillard) : lieutenant Matias
- Wayne Bastrup (en) : O'Brien, jeune
- Douglas Smith : Eric Thompson
- Gregory Alan Williams : détective Harding
- Otto Sanchez : détective Timmons
- Matty Ferraro : agent Janssen
- Griff Furst : agent Burke
- Aaron V. Williamson : réfugié / Terminator (modèle T-800) (2029)
- Brett Azar (VF : Daniel Beretta ; VQ : Yves Corbeil) : le Terminator T-800 (modèle 101) / Papy, jeune
- Bryant Prince : Kyle Reese, jeune
- Thomas Francis Murphy : sans-abri
- Ian Etheridge : Skynet - 10 ans
- Nolan Gross : Skynet - 12/14 ans
- Seth Meriwether : Skynet - 18 ans
- John Edward Lee (VF : Alexis Tomassian) : Punk #1 (Bill Paxton)
- Christion Troxel : Punk #2 (Brian Thompson)
- Luke Sexton : Punk #3 (Brad Rearden)
- Afemo Omilami : Perry
- Teri Wyble : Mariam
- Kerry Cahill : lieutenant Whitley
- Mark Adam Miller : papa de Kyle
- Kerry O'Malley : maman de Kyle
- Willa Taylor : Sarah Connor, jeune
- Douglas M. Griffin : Garber
- Robert Patrick : vieillard dans la salle d'attente (cameo)[3]

 Source et légende : version française (VF) sur RS Doublage ;  version québécoise (VQ) sur Doublage Québec

## Production

### Genèse
En décembre 2008, McG annonce un cinquième film, alors même que son Terminator Renaissance n'est pas encore sorti et annonce une nouvelle trilogie : « Nous sentons qu'il est temps de commencer à développer le prochain chapitre ». En août 2009, il est révélé que ce cinquième sera le prolongement du quatrième film mais reviendra sur la maîtrise du voyage dans le temps, avec l'envoi de Kyle Reese (interprété par Anton Yelchin) dans le passé pour protéger Sarah Connor.
La production d'un cinquième film est cependant interrompue par des problèmes juridiques, ainsi que par le dépôt de bilan de la Halcyon Company, détentrice des droits de la franchise. En août 2010, un nouveau projet est sur les rails. Cela devait être une série d'animation intitulée Terminator 3000, mais en février 2011, Universal Studios envisage la possibilité de réaliser un cinquième film Terminator, avec Arnold Schwarzenegger de retour dans le rôle-titre, Justin Lin en tant que réalisateur et qui ne serait pas la suite directe de Terminator Renaissance.
En mai 2011, Megan Ellison et sa société de production Annapurna Pictures obtiennent aux enchères les droits sur deux films Terminator, dont Terminator 5. En décembre 2012, Megan Ellison annonce qu'elle et son frère David Ellison ont choisi de repartir de zéro et qu'ils ont besoin d'un scénariste pour tracer la fin de l'histoire. Terminator 5 est désormais intitulé Genesis, il est produit par Megan Ellison, avec David Ellison et Skydance Productions. Les producteurs exécutifs sont Dana Goldberg et Paul Schwake. Le film trouve ses scénaristes, Laeta Kalogridis et Patrick Lussier mais perd son réalisateur, Justin Lin, qui préfère s'atteler à Fast and Furious 6 (2013).
En septembre 2013, Alan Taylor est en pourparlers pour diriger le film, après que Rian Johnson, Denis Villeneuve et Ang Lee ont été approchés,.

### Attribution des rôles
Le 13 juin 2013, Arnold Schwarzenegger déclare qu'il sera de retour pour le nouveau Terminator.
En juin 2011, Paul Walker est annoncé pour le rôle de Kyle Reese. En novembre 2013, Garrett Hedlund, Tom Hardy, Taylor Kitsch, et Nicholas Hoult sont auditionnés pour le rôle. En février 2014, les studios annoncent finalement que Jai Courtney tiendra le rôle de Kyle Reese avec un contrat signé pour deux films.
En décembre 2013, Emilia Clarke a été annoncée pour le rôle de Sarah Connor et Jason Clarke pour le rôle de John Connor.
Le 13 mars 2014, il a été signalé que J. K. Simmons était en pourparlers pour un rôle en tant que détective fatigué et alcoolique qui a suivi l'affaire de Sarah Connor. Le 28 mars 2014, il a été annoncé que Dayo Okeniyi a été choisi pour le rôle de Danny Dyson. Le 31 mars 2014, les studios ont annoncé que Lee Byung-hun aura un rôle principal, celui du T-1000. Michael Gladis et Sandrine Holt ont aussi rejoint le casting. Au début du mois de mai, il a été annoncé que Matt Smith a également rejoint le casting, pour un rôle non précisé mais lié au personnage de John Connor.

### Tournage
Le tournage débute le 21 avril 2014 à La Nouvelle-Orléans.
Du 28 au 30 juillet 2014, la production s'est rendue dans les locaux de la société Oracle dont le PDG n'est autre que Larry Ellison, le père de Megan et David Ellison. Les décors sont utilisés pour l'entreprise Cyberdyne Systems, la société à l'origine de Skynet.
La fin du tournage a été annoncée le 6 août 2014 avant d'être en postproduction. Le film a été diffusé en avant-première à Berlin le 22 juin 2015.

### Musique
Bandes originales de Terminator
Terminator Renaissance
(2009)
La musique du film est composée par le Britannique Lorne Balfe. Par ailleurs, Zhang Liangying et Big Sean interprètent une chanson inédite, Fighting Shadows, qui sort en single le 30 juin 2015. Dans le film, on peut également entendre I Wanna Be Sedated de The Ramones, Love Runs Out d'OneRepublic et Bad Boys d'Inner Circle.
| Liste des titres | Liste des titres                                                                   | Liste des titres | Liste des titres | Liste des titres | Liste des titres | Liste des titres | Liste des titres | Liste des titres | Liste des titres |
| No               | Titre                                                                              | Durée            |                  |                  |                  |                  |                  |                  |                  |
| ---------------- | ---------------------------------------------------------------------------------- | ---------------- | ---------------- | ---------------- | ---------------- | ---------------- | ---------------- | ---------------- | ---------------- |
| 1.               | Fate and Hope                                                                      | 3:57             |                  |                  |                  |                  |                  |                  |                  |
| 2.               | Better Days                                                                        | 3:05             |                  |                  |                  |                  |                  |                  |                  |
| 3.               | Work Camp                                                                          | 3:37             |                  |                  |                  |                  |                  |                  |                  |
| 4.               | Bus Ride                                                                           | 2:03             |                  |                  |                  |                  |                  |                  |                  |
| 5.               | Sarah & Kyle                                                                       | 4:36             |                  |                  |                  |                  |                  |                  |                  |
| 6.               | Alley Confrontation                                                                | 2:33             |                  |                  |                  |                  |                  |                  |                  |
| 7.               | Sarah Kicks Ass                                                                    | 1:53             |                  |                  |                  |                  |                  |                  |                  |
| 8.               | Cyberdyne                                                                          | 3:41             |                  |                  |                  |                  |                  |                  |                  |
| 9.               | Still After Us                                                                     | 2:52             |                  |                  |                  |                  |                  |                  |                  |
| 10.              | Come With Me                                                                       | 3:42             |                  |                  |                  |                  |                  |                  |                  |
| 11.              | John Connor                                                                        | 2:56             |                  |                  |                  |                  |                  |                  |                  |
| 12.              | It's Really Me                                                                     | 2:36             |                  |                  |                  |                  |                  |                  |                  |
| 13.              | Alcove                                                                             | 2:17             |                  |                  |                  |                  |                  |                  |                  |
| 14.              | I Am More                                                                          | 2:40             |                  |                  |                  |                  |                  |                  |                  |
| 15.              | If You Love Me You Die                                                             | 5:52             |                  |                  |                  |                  |                  |                  |                  |
| 16.              | Judgment Day                                                                       | 2:56             |                  |                  |                  |                  |                  |                  |                  |
| 17.              | Family                                                                             | 3:14             |                  |                  |                  |                  |                  |                  |                  |
| 18.              | Fight                                                                              | 3:01             |                  |                  |                  |                  |                  |                  |                  |
| 19.              | Sacrifice                                                                          | 4:21             |                  |                  |                  |                  |                  |                  |                  |
| 20.              | Guardianship                                                                       | 3:26             |                  |                  |                  |                  |                  |                  |                  |
| 21.              | What If I Can't?                                                                   | 4:23             |                  |                  |                  |                  |                  |                  |                  |
| 22.              | Terminated (basé sur The Terminator Theme composé par Brad Fiedel pour Terminator) | 2:00             |                  |                  |                  |                  |                  |                  |                  |
| 71:52            |                                                                                    |                  |                  |                  |                  |                  |                  |                  |                  |

## Accueil

### Accueil critique
Les critiques du film sont négatives. Sur l'agrégateur américain Rotten Tomatoes, le film n'obtient qu'une moyenne de 27 % pour 260 critiques recensées. Sur Metacritic, il décroche une moyenne de 38 sur 100 pour 41 critiques. Initialement, James Cameron apporte son soutien à Terminator Genisys lors de sa sortie dans une vidéo promotionnelle, le trouvant « respectueux des deux premiers films » et que « la franchise a été revigorée ». L'affiche française du film présente d'ailleurs cette citation de Cameron : « Vous allez adorer Terminator Genisys ! » Cependant, en 2017, il déclare qu'il a apporté son soutien à Genisys uniquement par amitié envers Schwarzenegger et qu'il trouvait le film raté.
En France, le site Allociné propose une note moyenne de 2,4⁄5 à partir de l'interprétation de critiques provenant de 28 titres de presse. Du côté des avis positifs, on peut notamment lire dans 20 Minutes « S'appuyant sur des effets spéciaux spectaculaires, cet opus multiplie les références savoureuses et les répliques cultes ». Barbara Théate du Journal du dimanche écrit quant à elle « On prend les mêmes et c'est reparti pour un nouveau voyage dans le temps un peu tiré par les cheveux. Mais qu'importe : on est ravis de retrouver Schwarzy (...). L'humour en plus, une arme qu'utilise à fond ce nouvel épisode, beaucoup plus pop-corn movie que les précédents ». Jérémie Ponthieux du site TF1 News pense que ce 5e film est « Miraculeusement équilibré entre le respect de l'œuvre d'origine et un détournement de ses éléments constitutifs » et qu'il « parvient à trouver sa propre identité en trahissant aussi intelligemment son modèle ». Dans Le Parisien, Alain Grasset remarque que « Le cahier des charges est rempli pour les fans de la saga qui apprécieront dans la première partie l'hommage rendu aux deux premiers épisodes réalisés par James Cameron » mais regrette cependant que « la succession des allers-retours dans le temps complique trop la suite ». Phalène de la Valette du Point écrit qu'il y a « quelque chose de touchant dans le spectacle de cette machine humaine désormais ridée et grisonnante » et ajoute « Terminator: Genisys  est à Terminator ce que Jurassic World est à Jurassic Park : une madeleine de Proust bon marché, moyennement goûteuse, mais néanmoins comestible ». Dans L'Express, Christophe Carrière est lui aussi un peu partagé et écrit notamment « Retour à la case départ. Même début que le premier, puis des variantes provoquées par une surenchère de ressorts spatio-temporels. Amusant mais un poil lassant ». Frédéric Strauss de Télérama écrit « Alan Taylor assure le contrat, mais sans parvenir à injecter à cette grosse machine la fièvre nécessaire. Heureusement, il sait s'appuyer sur ses comédiens, notamment Emilia Clarke, qu'il retrouve après l'avoir dirigée en mère des dragons dans Game of Thrones ».
Frédéric Mignard du site aVoir-aLire.com est quant à lui moins positif : « Une série B à très gros budget, sans vision de cinéma propre, qui laisse au spectateur un petit sentiment de déjà-vu ». Dans Gala, Jean-Christian Hay regrette trop « de références, de retour dans le temps sur des événements connus, avec des personnages déjà vus, c'est une légère impression de redite et de répétition qui prédomine. Même dans les scènes d’action, fort réussies, ce Genisys n’innove pas beaucoup ». Nicolas Schaller de L'Obs pense que « Tout est en toc, rien ne vit. C'est du cinéma de service marketing et d'ingénieurs en effets numériques ». Dans Metro, Mehdi Omaïs regrette le travail passé de James Cameron sur la saga et pense qu’ « Alan Taylor remet aujourd’hui les compteurs à zéro sans une once d’originalité » et qu'il « se contente de satisfaire sa hiérarchie en répondant mécaniquement à un cahier des charges prévisible et aseptisé ». Simon Riaux de Écran large écrit que « Terminator Genisys s'apparente à un cauchemar de cinéphile, entre mépris pour le spectateur et opportunisme nauséeux ». Dans Le Monde, Jean-François Rauger écrit quant à lui : « Arnold Schwarzenegger se glisse une nouvelle fois dans la peau du personnage créé il y a trente ans, auquel un scénario paresseux ne laisse aucune chance de convaincre ». Enfin, pour le site Eklecty-City.fr, Terminator Genisys est un « renoncement total des codes de la franchise (T1 et T2 exclusivement), on nous propose rien de plus qu’une production semblable à un film Marvel (la scène post-générique est là pour nous le rappeler). Ce qui ne colle pas à l’univers créé par James Cameron ».

### Box-office
| Pays ou région    | Box-office        | Date d'arrêt du box-office | Nombre de semaines |
| ----------------- | ----------------- | -------------------------- | ------------------ |
| États-Unis Canada | 89 760 956 $      | 17 septembre 2015          | 11                 |
| Chine             | 113 250 000 $     | 13 septembre 2015          | 3                  |
| France            | 1 426 208 entrées | 27 août 2015               | 8                  |
| Total mondial     | 440 603 537 $     | 18 octobre 2015            | 17                 |

Distribué dans 3 758 salles aux États-Unis la semaine de sa sortie, Terminator Genisys se contente de prendre la troisième place du box-office pour son premier week-end d'exploitation avec 27 018 486 $, pour un ratio de 7 190 $ par salles et un total toute exploitation de 42 474 183 $ : le démarrage du cinquième volet au box-office est deçà des démarrages des deux précédents opus (44 millions pour le troisième en 2003 et 42,6 millions pour le quatrième en 2009). Le long-métrage reste dans le top 20 durant les quatre semaines ayant suivi sa sortie tout en voyant sa combinaison de salles augmenter (atteint le seuil maximal de 3 783 salles), mais n'atteint que 88 millions de $ de recettes. Resté onze semaines à l'affiche, Terminator Genisys engrange 89 760 956 $ sur le territoire américain, ce qui est un échec commercial par rapport à son budget de production (155 millions de $). Scott Mendelson, du magazine Forbes, a évoqué les raisons possibles des mauvais résultats au box-office américain : un mauvais marketing, les critiques négatives, la concurrence de Jurassic World et Vice-versa, la baisse de popularité de Schwarzenegger comme acteur et le fait que les Américains sont devenus apathiques à un autre film Terminator.
Toutefois, c'est à l'étranger que le film rencontre un succès au box-office, puisqu'il totalise 350 842 581 $ de recettes à l'international, notamment en Chine où, pour son démarrage, ce qui lui vaut de prendre la tête du box-office mondial et rapportant un total de 113,2 millions de $ sur le territoire chinois durant son exploitation,. Au box-office mondial, Terminator Genisys rapporte 440 603 537 $ de recettes, ce qui le classe à la seconde place des meilleures recettes de la saga Terminator derrière Terminator 2 : le jugement dernier et ses 520 884 847 $ de recettes mondiales,. Compte tenu de son budget de 155 millions de $ et des dépenses, selon les analystes, de 50-100 millions de $ en marketing, Bloomberg Business estime que le film aurait besoin de récolter au moins 450 millions de $ de recettes durant son exploitation pour atteindre son seuil de rentabilité. En août 2015, le magazine Forbes souligne que Terminator Genisys est le premier film américain à engranger 400 millions de $ de recettes sans avoir récolté 100 millions de $ de recettes en Amérique du Nord, distinction partagé avec le film français Intouchables.
Pour sa première semaine d'exploitation en France, le box-office enregistre 666 495 entrées. Le film se place à la troisième place du box-office derrière Les Profs 2 et Vice Versa. Pour sa deuxième semaine d'exploitation en France, le box-office enregistre 1 006 243 entrées, donc 339 748 entrées de plus. Le film se place à la quatrième place du box-office derrière Les Minions, Les Profs 2 et Vice Versa. Après huit semaines d'exploitation, le long-métrage finit à 1 426 208 entrées, ce qui en fait le pire résultat de la franchise Terminator en France avant d'être dépassé par Terminator: Dark Fate et ses 918 126 entrées en 2019.

## Clins d'oeil
Le film contient de nombreuses références aux précédents films de la saga :
- Terminator : Les arrivées respectives du T-800 et de Kyle Reese en 1984 sont pratiquement rejouées à l'identique que dans le film original, avec notamment la reprise des dialogues prononcés, mais les acteurs de l'éboueur, des punks et du sans-abris sont remplacés.
- Terminator 2 : Le Jugement dernier : Tout d'abord, quand Sarah Connor désactive temporairement le T-800 envoyé pour la tuer, le T-800 protecteur lui fait un pouce levé en référence à la fin du deuxième opus, où il adresse le même geste à John et Sarah Connor qui le descendent à contrecœur dans de l'acier en fusion pour détruire sa micro-plaquette. Ensuite, pendant le premier affrontement entre le T-800 et le T-3000 à l'hôpital, les deux combattants rentrent dans un distributeur Pepsi, comme lors du premier affrontement entre le T-800 et le T-1000 où il y en a un sur la gauche du T-800 quand il s'apprête à tirer sur son ennemi. Lorsqu'elle se prépare dans l'entrepôt d'armes, Sarah écoute I wanna be sedated des Ramones, chanson que John Connor et son copain devaient écouter lors de la scène où ils partent en moto au début du film mais qui sera finalement remplacée par You Could Be Mine de Guns & Roses. Enfin, les retours de Miles et Danny Dyson (inventeurs du logiciel Genisys qui se révèlera être Skynet) et la destruction du bâtiment de Cyberdyne Systems. Enfin, lorsque le T-800 "Papy" se présente a Kyle Reese, peu après l'attaque du T-1000, il lui adresse un sourire peu naturel et très robotique. Cette scène est un clin d'oeil à une scène coupée de Terminator 2 dans laquelle John essaie d'apprendre au T-800 à sourire.
- Terminator 3 : Le Soulèvement des machines : Le sacrifice du T-800 pour permettre à Kyle Reese et Sarah Connor d'aller s'abriter de l'explosion de Cyberdyne dans un abri renvoie à son sacrifice du troisième opus où il se fait exploser avec son ennemi, le T-X, pour permettre à John Connor et sa future femme Kate Brewster de se rendre dans un abri anti-atomique du gouvernement pour échapper à l'inévitable Jugement Dernier.
- Terminator Renaissance : Lorsque Kyle Reese tire sur le T-800, ceci détruit l'enveloppe corporelle jusqu'à ce qu'on n'en voit plus que l'endosquelette comme l'a fait John Connor dans le quatrième film sur le même Terminator.

Mais également à :
- Game of Thrones : Sarah Connor est interprétée par Emilia Clarke qui interprète Daenerys Targaryen dans la série. Dans la série Les Chroniques de Sarah Connor, elle était interprétée par l'actrice de Cersei Lannister, Lena Headey.
- Last Action Hero et À l'aube du 6ème jour : Le combat entre les deux T-800 marque le troisième combat entre deux Schwarzenegger; toutefois, si l'un est joué par le vrai Schwarzenegger, l'autre est incarné par le cascadeur Brett Azar dont le visage de Schwarzenegger a été rajouté numériquement comme pour Roland Kickinger pour Terminator Renaissance.

À ces références, se rajoutent les éléments récurrents de la saga Terminator :
- Les cicatrices sur la partie gauche du visage de John Connor.
- Une apparition en slow-motion du T-800.
- Les répliques "Viens avec moi si tu veux vivre !" (Come with me if you want to live !), "Descend !" (Get out !) et "Je reviendrai !"  (I'll be back !).
- C'est le seul épisode de la saga Terminator où le personnage de Schwarzenegger survit à la fin du film.

## Suites
Le 5 septembre 2014, Paramount annonce que Terminator Genisys serait le premier film d'une nouvelle trilogie, dont les sorties de Terminator 6 et 7 sont programmées le 19 mai 2017 et le 29 juin 2018. Le 24 février 2015, Arnold Schwarzenegger annonce son retour pour les films suivants. Cependant, on apprend le 21 janvier 2016 que la suite de Terminator Genisys attendue en 2017 est retirée du calendrier de sorties de Paramount, arrêtant de facto le projet d'une suite de la franchise,.
Lors d'une entrevue en mars 2016, l'acteur Arnold Schwarzenegger a confirmé qu'un Terminator 6 est bien en préparation, sans qu'aucune date de sortie ne soit pour le moment annoncée.
Le 21 avril 2016, Emilia Clarke annonce qu'elle ne sera dans la distribution d'aucune des suites envisagées. Elle se dit « soulagée » de l'échec du film et que les suites soient annulées. À propos du réalisateur du film Alan Taylor, avec qui elle a travaillé sur la série télévisée Game of Thrones, Clarke déclare également qu'« il s'est fait dévorer sur le tournage de Terminator. Il n'était plus le réalisateur dont je me souvenais. Il n'a pas passé un bon moment. Personne n'a passé un bon moment ». L'actrice ajoute aussi que sur la production des Quatre Fantastiques de Josh Trank qui se déroulait au même moment dans de mauvaises conditions et dont le tournage se faisait à proximité de celui de Terminator, les membres de l'équipe portaient des vestes où il était inscrit « Au moins nous ne sommes pas dans Terminator » ; « Juste pour vous donner une idée de l'ambiance ! » a-t-elle rajouté,. Dans une entrevue donnée au Hollywood Reporter pour la promotion de The Many Saints of Newark, Alan Taylor a déclaré « avoir perdu la volonté de faire des films et de vivre en tant que réalisateur » après son expérience sur Thor : Le Monde des ténèbres et Terminator Genisys qui l'a fait plonger dans une dépression. Il considère que son travail sur le pilote de télévision basé sur le roman Stalker : pique-nique au bord du chemin et sur la série Amazon Video Philip K. Dick's Electric Dreams l'a aidé à sortir de la dépression et à redécouvrir la joie du cinéma en faisant « des choses vraiment minuscules », lentement, plus petites et plus personnelles comme les films qu'il faisait lorsqu'il était étudiant en cinéma.
En 2017, on apprend que les suites de Genisys sont annulées et que James Cameron va reprendre les droits sur la franchise en produisant une suite directe à Terminator 2, ignorant tous les films qui ont été faits sans son implication. On apprend ensuite que Linda Hamilton sera de retour dans cette suite réalisée par Tim Miller, intitulée Terminator: Dark Fate sorti en octobre 2019.